# Alexandre Lopes
Alexandre Paes Lopes (* 29. Oktober 1974 in Rio de Janeiro) ist ein ehemaliger brasilianischer Fußballspieler.

## Karriere
Der 1,86 Meter große Abwehrspieler begann seine Karriere 1994 beim Criciúma EC, für den er in seiner Debütsaison neun Spiele bestritt und dabei zwei Tore erzielte. Es folgten in der Folgesaison 21 weitere Ligaspiele, bis er nach der Saison 1995 zu den SC Corinthians ging, für die er 1996 in elf Ligaspielen einen Treffer markierte. Im folgenden Jahr wechselte er zu Sport Recife. In den Spielzeiten 1997 und 1998 kam Alexandre insgesamt auf 42 Ligaeinsätze, in denen er ein Tor erzielte. Von 1999 bis 2000 war er beim Fluminense FC unter Vertrag. 2001 ging er zum Goiás EC, für den er zehn Spiele absolvierte und zweimal ins Tor traf. Noch im selben Jahr wechselte er zum russischen Verein Spartak Moskau, für dessen zweite Mannschaft er ein Spiel absolvierte, das sein einziges Spiel in Russland blieb.
In den Jahren 2002 bis 2003 war er beim japanischen Verein Tokyo Verdy unter Vertrag. Für Verdy stand er 43-mal auf dem Feld und wies am Ende der zwei Spielzeiten vier Tore auf. Nach einem Jahr in Russland und zwei Jahren in Japan ging es für ihn im Jahr 2004 wieder zurück nach Brasilien, wo er beim Verein SC Internacional aus Porto Alegreneun Ligaspiele absolvierte, jedoch ohne Torerfolg. 2005 und 2006 war er bei den Vereinen Portuguesa und Criciúma EC aktiv. Seine aktive Karriere beendete im Dezember 2008, nachdem er ein Kalenderjahr beim Guarani FC unter Vertrag gestanden hatte.
Von 1995 bis 1996 absolvierte er drei A-Länderspiele für die brasilianische Fußballnationalmannschaft.